# Акрилне боје
Акрилне боје су врста брзосушећих боја које се састоје од пигмената помешаних са емулзијом акрилних полимера. У свежем стању могу се разређивати водом док су када се осуше водоотпорне. У зависности од тога са колико су воде растворене, или од додатка акрилних гелова, акрилне боје могу подсећати на уљану боју, акварел или добити неке сасвим нове особине. Готове акрилне боје обично су паковане у пластичним тубама, као темпере, некад и у боцама различитих запремина, а у широј примени и у боцама за распрашивање у облику спреја, као и посудама велике запремине у молерском занату.

## Историја
Порекло акрилних боја везује се директно за POLYACRYLIC, патент Otto Rohma из 1915. године. Већ 1920. мексички уметници муралисти су, укључујући и Риверу, почели са експериментима тражећи боју адекватнију од класичне фреско технике па су почели са коришћењем такозване ТЕЧНЕ ПЛАСТИКЕ, као антикорозивни реагенс. Експерименти су се касније наставили у САД, да би 1950. године акрилна боја постала доступна на америчком тржишту. Почео га је користити Полок, као и остали амерички сликари, да би се примена убрзо проширила и у Европи.
Њихове предности и позитивна својства брзо су довеле до ширења употребе у разне друге сврхе. Иако су у почетку важиле и као замена за уљане боје у сликарству, због својих изузетних особина, међу којима се издвајају брзина сушења, трајност и отпорност на воду, налазе широку примену у многим другим делатностима, од примењених уметности до аутомобилске индустрије.

## Својства
У свежем стању су паста, по физичким својствима веома слична фабричкој темпери или чак уљаној боји. Истиснута из тубе и изложена ваздуху брзо (већ након 5 минута) полимеризује тако што прво добије корицу, као филм, да би се касније процес проширио и до дубљих слојева. На крају постаје потпуно сува, али не и потпуно тврда, већ еластична, тако да осушена акрилна боја по физичким својствима подсећа на гуму. Квалитетне акрилне боје после сушења могу трпети велике физичке притиске а да не промене трајно свој облик, односно, враћају се у своје првобитно стање. Сушење акрилних боја, у зависности од дебљине слоја, траје од 5 до 50 минута. Веома дебели слојеви треба да се суше и по више сати, али је њихова површина сува након краћег времена.
Поред фабрички спремљених акрилних боја, као врста сликарског материјала доступна је и сирова акрилна емулзија, често под називом акрилно везиво, у коју се као и у ручном спремању уљаних боја, утрљавањем додаје пигмент у праху. На тај начин могуће је припремити акрилну боју са јединственим својствима, каквих нема у продаји. Како су компатибилне са великим бројем органских и неорганских пигмената, акрилне боје могу имати веома широк распон тонова.
Веома су постојане, али како се ради о релативно новој технологији, време ће тек показати њихов прави век трајања. За сада не показују знакове пропадања, барем када је у питању сликарство, и под условом да се чувају у адекватним условима.

## Примена
Погодне су за сликање на папиру, картону, дрвету или платну, или било којој немасној упијајућој подлози.
Велику употребу имају и у грађевинарству за заштиту малтерисаних површина, бетона, гипсаних картона. 
У облику спреја, њихова се употреба проширује на практично неограничен број примена.